# Matsukata Masayoshi
En aquest nom japonès, el cognom és Matsutaka.
Matsutaka Masayoshi (松方正義; Kagoshima, 3 d'abril de 1835—Tòquio, 2 de juliol de 1924) va ser un polític japonès, primer ministre del Japó dues vegades (1891-1892 i 1896-1898), si bé va destacar sobretot durant el seu període al capdavant del ministeri de finances, quan va dur a terme una reforma fiscal i financera que, malgrat la greu crisi social que va provocar, va aconseguir estabilitzar el país i afavorí la seva modernització.

## Biografia

### Joventut
Nascut a Kagoshima el 1835 en una família samurai de baix rang, al domini de Satsuma. D'ençà els 6 anys estudià arts marcials, cal·ligrafia i els clàssics confucians, i als 13 anys va entrar a l'acadèmia Zoshikan. Des de 1850 fou empleat del tresor del domini i col·laborà en els esforços del dàimio Shimazu Nariakira per modernitzar les defenses de Satsuma i desenvolupar econòmicament el país per sufragar les despeses. El 1866 fou assignat a l'oficina naval i s'encarregà de l'adquisició d'armes occidentals a Nagasaki quan va caure el bakufu Tokugawa.

### Al Govern Meiji
Nomenat pel nou govern Meiji, va exercir com a governador de Hita, al nord de Kyūshū, entre 1868 i 1870, i després va ser traslladat a Tòquio. Els anys següents va encapçalar diversos departaments del ministeri de finances, esdevenint viceministre del mateix, encarregant-se de la reforma fiscal i de la promoció de la industrialització del país. El 1878 anà a Europa com a membre d'una delegació japonesa a l'Exposició Universal de París, i hi va conèixer Léon Say, el ministre de finances francès, les idees sobre el lliure mercat del qual van influenciar el pensament econòmic de Matsutaka. El 1880 és nomenat ministre de l'interior, però l'any següent, després de la destitució d'Okuma Shigenobu, va assolir el grau de conseller i fou nomenat ministre de finances.

#### Reformes financeres
Al capdavant del ministeri, ràpidament va implementar la coneguda com «deflació Matsutaka». El Govern patia una forta tensió financera a causa de la modernització del Japó imprimint paper moneda no convertible, especialment arran de les despeses de la supressió de la rebel·lió de Satsuma (1877). Durant la dècada de 1880 la moneda va quedar molt depreciada, s'acumularen estocs i els ingressos van disminuir a causa dels impostos fixos sobre la terra. Matsutaka controlà inflació reduint la quantitat de moneda en circulació i va retallar la despesa governamental, a més va vendre a privats fàbriques de nova construcció i va crear el Banc del Japó (1883), un banc central amb dret a emetre bitllets convertibles. Les mesures van provocar una forta crisi social, va empobrir petits negocis i als agricultors, d'acord amb un informe de 1884 del Ministeri d'Agricultura i Comerç, però malgrat tot va assolir l'objectiu d'estabilitzar la moneda i les finances governamentals tant aviat com el 1885.

#### Primer Ministre
Sense deixar d'ocupar el càrrec de ministre de finances, Matsutaka va arribar a ser primer ministre dues vegades, de 1891 a 1892 i de nou de 1896 a 1898, però les seves formes autoritàries van xocar amb el partits polítics que tot just començaven a emergir. L'any 1891 va dissoldre la Dieta Imperial, quan es va intentar esmenar la proposta de pressupost del seu consell de ministres. A les eleccions que van seguir, la policia va suprimir els partits polítics i el govern va sobornar els votants.

#### Darreres mesures
Sens dubte més reeixit com a ministre de finances, va ajudar amb el finançament de la Primera Guerra Sinojaponesa (1894-1895) amb bons d'estat. A més va utilitzar la indemnització de guerra que va haver de pagar la Xina perquè el Japó adoptés el patró or el 1897.

### Activitat posterior
El 1901 es va retirar del consell de ministres i va fer viatges als Estats Units, Anglaterra, Bèlgica, França, Alemanya, Itàlia, Àustria i Rússia, des d'on tornà al Japó amb el Transsiberià. A la Universitat d'Oxford li va ser atorgat un doctorat honorari en dret civil. El 1902 va entrar a formar part dels homes d'estat de més edat (genrō) que aconsellava el Govern en assumptes polítics, destacant en el seu cas la forma de finançament durant la Guerra Russojaponesa (1904). D'altra banda, de 1903 a 1913 actuà com a president de la Creu Roja del Japó, i el 1917 va ser nomenat guardià del Segell Privat. El 1922 es va renunciar a tots els seus càrrecs i es va retirar. Va morir dos anys després.